# Lena Valaitis
Lena Valaitis, född 7 september 1943 i Memel, Ostpreussen, Tyskland, nuvarande Klaipeda, Litauen, är en litauisk-tysk sångerska som medverkat i Eurovision Song Contest.

## Diskografi

### Album
- 1972 Die Welt der Stars und Hits
- 1974 Wer gibt mir den Himmel zurück
- 1975 Star für Millionen
- 1975 Da kommt Lena
- 1976 Meinen Freunden
- 1976 Komm wieder, wenn du frei bist
- 1977 ...denn so ist Lena
- 1978 Ich bin verliebt
- 1978 Stardiscothek
- 1979 Nimm es so, wie es kommt
- 1981 Johnny Blue - Meine schönsten Lieder
- 1982 Lena
- 1989 Weihnachten mit Lena Valaitis

### Singlar
- 1970 "Halt das Glück für uns fest"
- 1970 "Und das Leben wird weitergehen"
- 1971 "Ob es so oder so oder anders kommt"
- 1971 "Alles was dein Herz begehrt"
- 1971 "Die kleinen Sünden und die kleinen Freuden"
- 1972 "Und da steht es geschrieben"
- 1972 "Lächeln ist der Weisheit letzter Schluß"
- 1973 "So wie ein Regenbogen"
- 1973 "Die Welt wird nicht untergeh'n"
- 1973 "Ich freu' mich so auf morgen"
- 1974 "Bonjour mon amour"
- 1974 "Wer gibt mir den Himmel zurück"
- 1974 "Ich möchte die Gitarre sein"
- 1975 "Was der Wind erzählt"
- 1975 "Immer die schönen Träume"
- 1975 "Im Regen kann man keine Tränen sehen"
- 1976 "Da kommt José, der Straßenmusikant"
- 1976 "Ein schöner Tag" (Amazing Grace)
- 1976 "Komm wieder, wenn du frei bist"
- 1977 "Heinz, lass doch die Pauke stehn"
- 1977 "...denn so ist Jo"
- 1977 "Cheri je t'aime"
- 1978 "Ich spreche alle Sprachen dieser Welt"
- 1978 "Oh Cavallo"
- 1978 "Ich bin verliebt"
- 1979 "Auf der Strasse ohne Ziel"
- 1979 "Nimm es so wie es kommt"
- 1980 "Jamaika Reggae Man"
- 1981 "Johnny Blue"
- 1981 "Johnny Blue (engelskspråkig Version)"
- 1981 "Rio Bravo"
- 1982 "Highland oh Highland" (med västtyska fotbollslandslaget)
- 1982 "Gemeinsam mit Dir"
- 1982 "Gloria"
- 1983 "Worte wie Sterne"
- 1984 "So sind meine Träume"
- 1984 "Wenn der Regen auf uns fällt" (duett med Costa Cordalis)
- 1985 "Mein Schweigen war nur Spiel"
- 1986 "Männer sind 'ne verückte Erfindung"
- 1987 "Ich liebe dich"
- 1988 "Nastrowje Mr. Gorbatschow"
- 1992 "Wir sehn uns wieder"
- 1993 "Menschen mit Herz"
- 2001 "Ich lebe für den Augenblick" (tyskspråkig version av "There You'll Be" by Faith Hill från filmen "Pearl Harbor")
- 2002 "Was kann ich denn dafür" (duett med Hansi Hinterseer)
- 2002 "Und wenn ich meine Augen schließ"
- 2003 "Still rinnt die Zeit"
- 2004 "Morgen soll die Hochzeit sein"
- 2005 "Komm lass uns tanzen (Arabische Nächte)"
- 2006 "Muss i denn zum Städtele hinaus" (duett med Hansi Hinterseer)